# 円柱 (数学)

円柱

数学において円柱（えんちゅう、英: cylinder）とは、二次曲面（三次元空間内の曲面）の一種で、デカルト座標によって次の方程式で定義されるものである。
{\displaystyle \left({\frac {x}{a}}\right)^{2}+\left({\frac {y}{b}}\right)^{2}=1}

## 概要
この方程式は楕円柱を表し、a = b のときのみを円柱（あるいは正円柱）と呼ぶこともある。
円柱は、少なくとも 1 つの座標（この場合 z）が方程式に現れないので退化二次曲面の一種である。定義の仕方によっては円柱は全く二次曲面とは考えられない。
一般の用法で円柱は、上記の意味での正円柱を有限の長さで切断し、両端が二つの円板によって閉じられているような図形を意味する。
もし、この意味での円柱が半径 r と長さ（あるいは高さ）h を持つならば、その体積 V と表面積 S は
{\displaystyle V=\pi r^{2}h\,}
{\displaystyle S=2\pi r(r+h)\,}
によって与えられる。
体積が 1 つ与えられたとき、表面積が最小となる円柱（または、表面積が 1 つ与えられたとき、体積が最大となる円柱）では h = 2r という関係が成り立つ。これは半径 r の球に外接する円柱であり、球と円柱の体積の比と表面積の比がどちらも 2:3 となる。
さらに幾つかの特異な種類の円柱の仲間が存在する。
- 虚楕円柱面： {\displaystyle \left({\frac {x}{a}}\right)^{2}+\left({\frac {y}{b}}\right)^{2}=-1}
- 双曲柱面： {\displaystyle \left({\frac {x}{a}}\right)^{2}-\left({\frac {y}{b}}\right)^{2}=1}
- 放物柱面： {\displaystyle x^{2}+2y=0}

## 関連項目

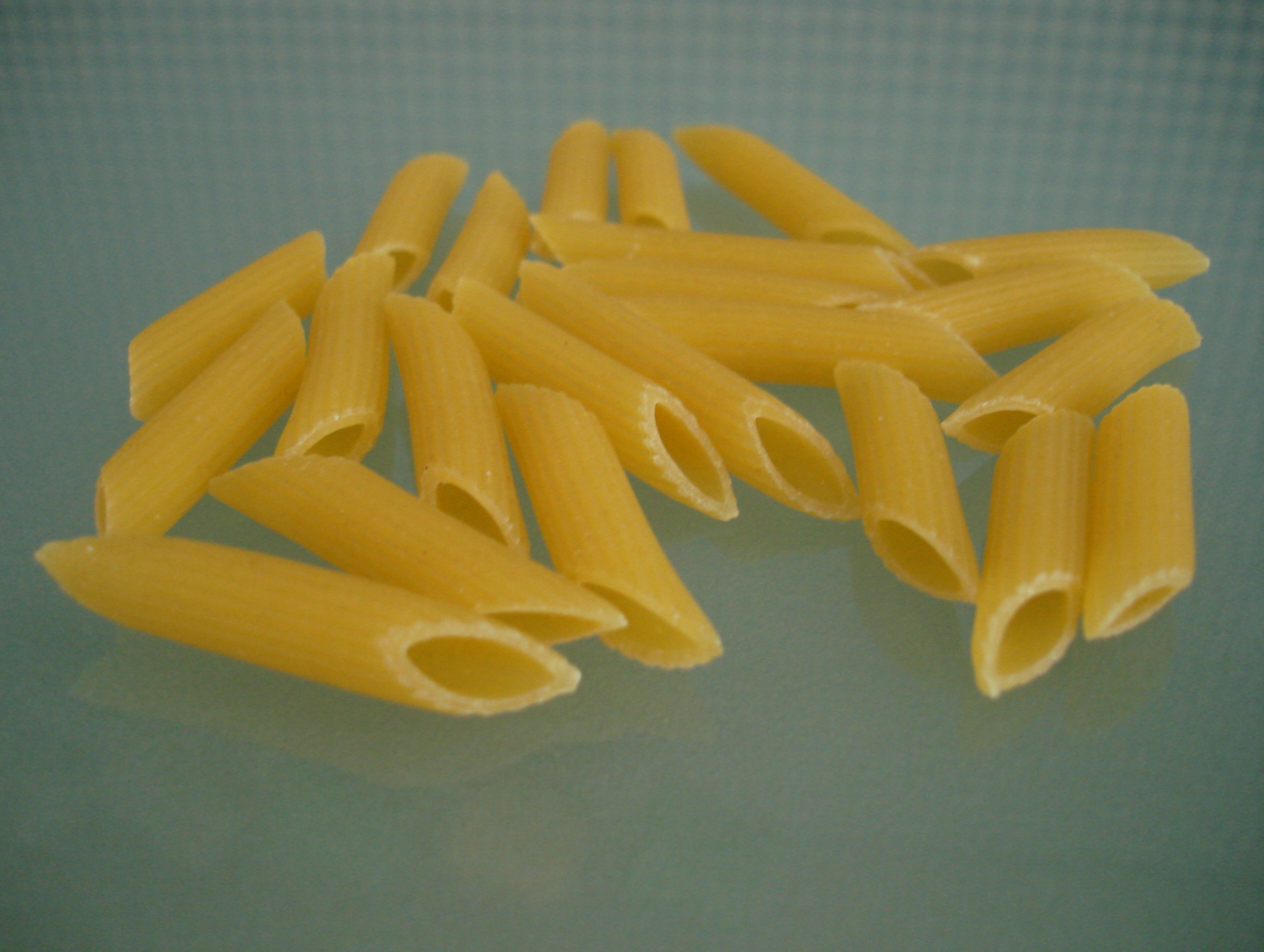
斜円柱（oblique cylinder）のペンネ